# Piet Elfferich
Pieter Christoffel (Piet) Elfferich (Vrijenban, 15 juli 1909 - Delft, 5 mei 1998) was een Delfts politicus namens de Anti-Revolutionaire Partij.
Elfferich was een van de twee zoons van tuinder Pieter Christoffel Elfferich en Neeltje van der Wel. Hij voltooide de ULO, en was werkzaam in de tuinbouw - tot 1947 als knecht, daarna als eigenaar van een tuinbouwbedrijf. In 1932 trouwde Elfferich met Paulina Adriana van den Bergh, met wie hij vijf dochters en een zoon kreeg. Zijn zoon overleed in 1975 bij een ski-ongeluk. Een van zijn dochters is Tineke Lodders-Elfferich, voormalig lid van de Eerste Kamer en in 1994 voorzitter van het CDA. Piet Elfferich was betrokken bij de lokale Hervormde gemeente - als diaken (1938-1946), kerkvoogd (1946-1953) en in diverse andere functies.
Elfferich was secretaris van de Nederlandse Christelijke Boeren- en Tuindersbond van 1947 tot 1953.

## Politiek
Na de Tweede Wereldoorlog raakte Elfferich betrokken als lid van de tijdelijke gemeenteraad van Delft, waarna hij tot 1974 lid zou blijven van de reguliere gemeenteraad. Hij was al snel fractievoorzitter (1949) en in 1953 werd hij wethouder - eerst van openbare werken en stadsontwikkeling, vanaf 1959 van financiën en economische zaken en vanaf 1970 tevens van ontwikkeling oude stad. In 1974 ontving Elfferich de gouden erepenning van de gemeente Delft.
Van 1959 tot 1963 was Elfferich lid van de Eerste Kamer der Staten-Generaal, waarna hij voor enkele jaren de overstap maakte naar 'de overkant', de Tweede Kamer der Staten-Generaal. Van 1966 tot 1979 keerde hij terug in de Senaat.
Als Eerste Kamerlid hield hij zich bezig met onder meer landbouw, defensie, binnenlandse zaken en Koninkrijksaangelegenheden. Als Tweede Kamerlid hield hij zich vooral bezig met landbouw, volkshuisvesting, ruimtelijke ordening en binnenlandse zaken, en hij was ondervoorzitter van de vaste commissie voor Landbouw en Visserij. Een door hem ingediend amendement zorgde ervoor dat de raad van het Openbaar Lichaam Rijnmond in zijn geheel rechtstreeks werd gekozen, in plaats van slechts voor twee derde deel. In 1965 was hij kandidaat voor het fractievoorzitterschap van de ARP, maar verloor met slechts één stem verschil van de latere Minister van Sociale Zaken Bauke Roolvink.
In 1966 keerde Elfferich terug naar de Eerste Kamer, waar hij in 1973 ook een worp doet naar het fractievoorzitterschap - maar dit maal door de tevens latere Minister van Sociale Zaken, Wil Albeda. In de Eerste Kamer was Elfferich plaatsvervangend voorzitter van de vaste commissie voor Verkeer en Waterstaat (1967-1971), de vaste commissie voor Surinaamse (1971-1975) en Nederlands-Antilliaanse Zaken (1971-1979) en was hij voorzitter van de vaste commissie voor Landbouw en Visserij (1979). In 1975 voerde hij namens de ARP het woord bij het Eerste Kamerdebat over de onafhankelijkheid van Suriname.
In 1970 werd Elfferich benoemd tot Ridder in de Orde van de Nederlandse Leeuw, en in 1979 tot Commandeur in de Orde van Oranje-Nassau.